# Перлівець Селена
Перлівець Селена (Boloria selene) — вид денних метеликів родини сонцевиків (Nymphalidae).

## Поширення
Вид поширений у помірних Європі, Азії та Північній Америці. В Україні досить поширений на півночі країни, на південь стає локальним і повністю відсутній у степовій зоні і Криму.

## Опис
Довжина переднього крила 18-20 мм. Верхня сторона крил яскраво-коричнева з характерним чорним малюнком. Малюнок може сильно варіювати, іноді можуть траплятися темні екземпляри з розширеним візерунком малюнка на верхній стороні крил, коричневе забарвлення при цьому зберігається лише по краях крил. Світло-жовта перев'язь на нижньому боці задніх крил зазвичай з трьома срібними плямами. Попереду серединної перев'язки знаходиться ряд чорних крапок.
Гусениця темно-червоно-коричнева з білими крапками, згрупованими в смужку на спині. Лялечка жовто-коричнева з чорними плямами.

## Спосіб життя
Населяє заливні, вологі луки, болотисті місця, узлісся і лісові дороги, чагарники і розріджені ліси. Розмножується у 2 покоління: кінець травня — початок липня і кінець липня — середина вересня (Центральна Європа). На півночі ареалу і в горах — 1 покоління з червня по серпень. Кормовими рослина для гусені є фіалка собача, фіалка болотна, суниця, лохина. Зимує гусінь.

## Цікаві факти
- 2013 року цей вид метеликів оголошено в Німеччині метеликом року.